# San Miguel del Pino (kommunhuvudort)
San Miguel del Pino är en kommunhuvudort i Spanien.   Den ligger i provinsen Provincia de Valladolid och regionen Kastilien och Leon, i den centrala delen av landet, 160 km nordväst om huvudstaden Madrid. San Miguel del Pino ligger 677 meter över havet och antalet invånare är 212.
Terrängen runt San Miguel del Pino är huvudsakligen platt, men åt nordväst är den kuperad. San Miguel del Pino ligger nere i en dal. Runt San Miguel del Pino är det ganska tätbefolkat, med 54 invånare per kvadratkilometer. Närmaste större samhälle är Laguna de Duero, 17,6 km nordost om San Miguel del Pino. Trakten runt San Miguel del Pino består till största delen av jordbruksmark.